# Птолемей Керавн
Птолемей Керавн (дав.-гр. Πτολεμαῖος Κεραυνός; близько 319—279 рр. до н. е.) — басилевс Македонії у 281—279 роках до н. е., син єгипетського правителя Птолемея I Сотера. Прізвисько Керавн («Блискавка») отримав за готовність до несподіваних і сміливих вчинків. Як старший син він повинен був успадкувати від батька владу над Єгиптом, але той передав владу іншому синові — Птолемею II Філадельфу (285 рік до н. е.). Тоді Керавн відправився до басилевса Фракії і Македонії Лісімаха. Коли останній стратив свого сина, зятя Керавна, Птолемей втік до іншого діадоха Селевка I і допоміг йому перемогти Лісімаха і завоювати його державу. На початку 281 року до н. Керавн убив Селевка, заручився підтримкою його армії та жителів Кассандрії і став новим басилевсом Македонії. Він уклав союз з Єгиптом і Епіром, розбив ще одного претендента на владу Антигона Гоната. Однак у 279 році до н. е. у Македонію вторглися галати, і Птолемей загинув у битві з ними.
Античні автори бачили в Керавні зрадника і віроломного вбивцю, який поніс врешті-решт заслужену кару. Селевкіди використовували сюжет про безславну смерть Птолемея Керавна у своїй пропаганді.

## Життєпис

### Походження
Птолемей Керавн належав за народженням до вищої македонської аристократії. Його батьком був один із діадохів Александра Македонського Птолемей Лагід, який при розпаді імперії встановив свою владу над Єгиптом і низкою прилеглих територій, а з 306/305 року до н. е. носив титул басилевса. Цей монарх був одружений тричі та мав безліч дітей. Керавн був старшим сином від другої дружини — Еврідіки, дочки Антипатра, який був регентом Македонської держави у 321—319 роках до н. е. У тому ж шлюбі народилися ще один син, імовірно Мелеагр, і дві дочки: Лісандра (дружина басилевса Македонії Александра V і сина Лісімаха Агафокла), і Птолемаіда (дружина Деметрія Поліоркета). Пізніше Птолемей Лагід одружився з Беренікою, яка народила йому ще одного сина (теж Птолемея) і двох дочок, Арсіною (дружину Лісімаха) і Філотеру.

### Ранні роки
Дата народження Керавна невідома. Його батьки одружилися в проміжку між договором в Трипарадисі (321 рік до н. е.) і смертю Антипатра (319 рік до н. е.), він був старшою дитиною, а в 316 році до н. е. вже народилася перша дочка Птолемея Лагіда від Береніки; виходячи з цих даних, дослідники імовірно датують появу Керавна на світ 319 роком до н. е. Про перші тридцять з гаком років його життя збережені джерела не повідомляють нічого. Однак відомо, що у 281 році до н. е. Птолемей видав свою дочку за Пірра Епірського, а отже, близько 300/295 року до н. е. він сам вступив у свій перший шлюб. Саме на ці роки припадає зближення Птолемея Лагіда з басилевсом Фракії Лісімахом, і тому існує гіпотеза, що дружиною Керавна стала дочка цього правителя, ім'я якої невідоме.
Відповідно до закону первородства, Керавн повинен був успадкувати від батька владу над Єгиптом. Але Птолемей I Сотер в старості більше любив сина від Береніки, а тому після довгих коливань і нарад з наближеними саме його оголосив своїм співправителем і спадкоємцем (у 285 році до н. е.). Імовірно ще за життя батька Керавн разом з матір'ю і, можливо, з братами виїхав з Єгипту в «почесне заслання» на Балкани до своєї сестри Лісандри — тоді дружини Агафокла, спадкоємця діадоха Лісімаха. Сам басилевс, який правив на той час і Фракією, і Македонією, був одружений другим шлюбом з Арсіноєю, єдинокровною сестрою Керавна. Вона намовила чоловіка вбити Агафокла, щоб її діти стали спадкоємцями престолу. Згідно з античним істориком Мемноном Гераклейським, після невдалої спроби отруїти принца його кинули до в'язниці, де він був убитий Птолемеєм Керавном; Йоганн Дройзен прийняв це свідчення на віру, але сучасні вчені вважають, що Мемнон помилився й вбивцею Агафокла став його єдинокровний брат Птолемей Епігон.
Після цих подій Керавн разом зі своєю сестрою Лісандрою відправився до ще одного діадоха, Селевка I Нікатора. Останній використав це як привід, щоб розв'язати нову війну: Птолемею він пообіцяв, що завоює для нього єгипетський престол, а сам рушив армію у малоазійські володіння Лісімаха. У вирішальній битві при Корупедіумі на початку 281 року до н. е. Лісімах зазнав поразки та загинув. Переможець переправився через Геллеспонт, щоб завоювати Македонію, але поблизу міста Лісімахія Керавн, «друг і гість» басилевса, несподівано напав на Селевка і вбив його. Одне з джерел розповідає, що Птолемей встромив меч у спину басилевса, коли той розглядав вівтар, споруджений, згідно з легендою, аргонавтами. Сталося це між 26 серпня і 25 вересня 281 року до н. е.
Вчинивши це вбивство, Птолемей сам відправився в Лісімахію. Там він оголосив городянам, що помстився за Лісімаха, і був проголошений басилевсом. Потім він відправився до війська Селевка, яке перейшло на його бік.

### Басилевс Македонії
На початку свого правління Птолемей Керавн зіткнувся з цілою низкою ворогів, які також претендували на владу над Македонією, але зміг їх усіх нейтралізувати — військовими або дипломатичними шляхами. Восени 281 року до н. е. він написав листа Птолемею II Філадельфу, в якому відмовлявся від претензій на єгипетський трон. Згідно з версією російського історика Михайла Ростовцева, Керавн відправив братові заручником, раніше схопленого ним, сина Лісімаха — Александра. Антигон Гонат, син колишнього басилевса Македонії Деметрія Поліоркета, вдерся було в Македонію, але зазнав поразки в морській битві. Щоб убезпечити себе від помсти Антіоха I Сотера (сина Селевка), Керавн уклав союз з малоазійськими правителями. Взимку-навесні 280 року до н. е. він зробив своїм союзником Пірра Епірського, видавши за нього свою доньку. Пірр тоді готувався до війни з Римом, і Птолемей дав йому п'ять тисяч піхотинців, чотири тисячі вершників і п'ятдесят бойових слонів терміном не більше ніж на два роки, а натомість став «хоронителем» Епіру за відсутності басилевса.

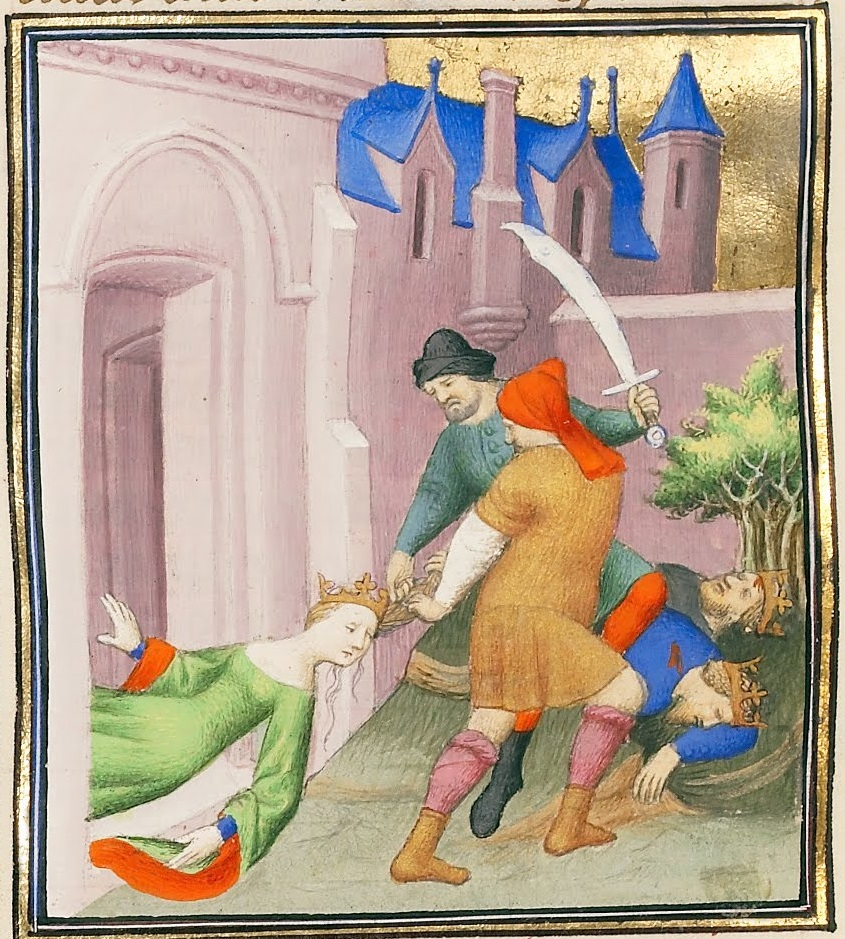
Різанина дітей Арсіної. Мініатюра XV століття.

Розібравшись із зовнішніми ворогами, Птолемей розпочав зміцнювати свою владу всередині країни. У самій Македонії він зустрів опір тільки в «неприступній фортеці» Кассандрії, де сховалася Арсіноя, вдова Лісімаха і єдинокровна сестра Керавна. Щоб взяти це укріплене місто, басилевс вирішив вдатися до хитрощів. Він запропонував Арсіної стати його дружиною і пообіцяв керувати країною спільно з її синами. У присутності посла Арсіної, Діона, Птолемей Керавн поклявся у своїх добрих намірах у храмі Зевса. Басиліса, попри протести старшого сина, Птолемея Епігона, повірила братові; вона стала дружиною Керавна і запросила його до Кассандрії, але він, як тільки увійшов в місто, наказав зайняти фортецю і вбити дітей Арсіної, а її саму відправив у вигнання на Самофракію. Принци Лісімах і Філіпп були вбиті на очах у матері, але старший син Арсіної, Птолемей Епігон, зміг врятуватися. Він розпочав війну проти Керавна за підтримки дарданського царя Монунія, але збережені джерела нічого про цю війну не повідомляють. Український історик Андрій Зелінський пояснював збереження життя Арсіної небажанням Керавна сваритися з її повнорідним братом Птолемеєм II, з яким македонський правитель нещодавно уклав договір.

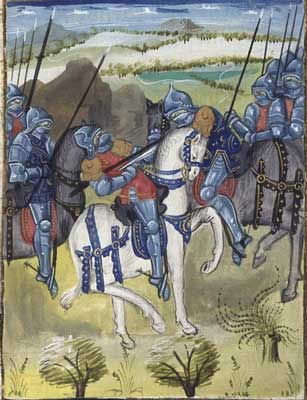
Смерть Птолемея Керавна. Малюнок з французького манускрипту XV століття.

Взимку 280/279 року до н. е. до Македонії вперше в її історії вдерся передовий загін галатів. Птолемей виступив з військом їм назустріч, причому, відповідно до Помпея Трога, він відмовився від допомоги, запропонованої йому двадцятитисячним військом дарданців. Галати запропонували басилевсу «мир, якщо він захоче його купити», але і цей варіант Керавн теж відкинув. Він вступив у битву не дочекавшись підкріплень і в невигідній позиції для свого війська, через що македоняни зазнали повної поразки. Басилевс був поранений і скинутий зі слона. Галати взяли його в полон і вбили, а відрубану голову насадили на спис, щоб пронести її перед строєм. Влада над Македонією перейшла до його брата Мелеагра.

### Сім'я
Ім'я та походження першої дружини Керавна невідомі; існує гіпотеза, що це була дочка Лісімаха. У шлюбі народилася дочка, яку взимку-навесні 280 року до н. е. видали заміж за Пірра Епірського. Деякі дослідники відкидають сам факт першого шлюбу. Пізніше Птолемей одружився зі своєю єдинокровною сестрою Арсіноєю, яку незабаром після цього відправив у вигнання.

## Оцінки особистості та діяльності
Птолемей Керавн увійшов в історію під прізвиськом Керавн (дав.-гр. Κεραυνός), «Блискавка», як людина, що «швидко наважується на сміливі вчинки» або готова до найдурніших безрозсудностей. Павсаній, мабуть, готовий вважати його носієм позитивних якостей (наприклад, сміливості), але для інших античних авторів це безумовно негативний персонаж. Вбивство Керавном Селевка — це акт зради, ще більш обурливий, якщо врахувати, що Селевк «з усіх царів був людиною найсправедливішою». Юстин, у своєму викладі Помпея Трога, пише про «нечестивий і підступний розум» Керавна і називає загибель в бою з галатами справедливою карою богів за «багато клятвопорушень і криваві вбивства родичів». Плутарх у трактаті «Про відстрочку божої кари» розповідає анекдот, в якому друзям Керавна привиділося, «що Селевк викликає його на суд, де суддями були шуліки та вовки, котрі роздавали шматки м'яса його ворогам». Андрій Зелінський вважав, що цей анекдот був створений селевкідською пропагандою, вказуючи, що шуліки та вовки були священними тваринами Аполлона, якого називали божественним батьком Селевка I. Шуліки в міфах про Аполлона грали роль карателів кривдників його близьких родичів. Також галатів античні автори іноді ототожнювали з вовками. На думку дослідника, анекдот був створений, через деякий час після смерті Керавна, при дворі Антіоха I Сотера, сина вбитого Селевка I. Припускається, що його авторами були колишні прихильники македонського басилевса, які мали на меті отримати прихильність нового патрона і показати, що смерть Керавна від Галатів була божою карою. Однак, Каллімах, придворний поет противника Антіоха I, єгипетського басилевса Птолемея II Філадельфа, у своєму «Гімні до Делосу», від імені Аполлона вставляє промову з різким осудом галатів. На думку Андрія Зелінського, промова Аполлона була відповідю Лагідів на селевкідську пропаганду і мала на меті заперечити можливість використання богом галатів, як інструмента своєї кари. На що, черговою відповіддю селевкідської пропаганди міг бути ще один вислів з трактату Плутарха: «Нерідко божество спочатку використовує одних лиходіїв як катів для інших лиходіїв, а потім — знищує знаряддя своєї кари…». Дослідник зауважив, що ця відповідь виявилася невдалою, через те, що від нашестя галатів постраждала майже вся Греція й помирати від руки Аполлона вони не збиралися. Тому в античних авторів немає згадки, що смерть Керавна була божою карою за вбивство сина Аполлона.
Багато дослідників дотримуються цих оцінок у своїх роботах, називаючи Керавна безпринципним політиком, готовим на все для досягнення своїх цілей, і водночас людиною безрозсудною. Хоча існують і інші думки: про те, що в основі вчинків Птолемея, які здаються незрозумілими, міг лежати тверезий розрахунок (як у випадку з вбивством Селевка); про те, що Керавн був породженням своєї епохи; про те, що він явно відрізнявся розумом і енергією. Андрій Зелінський стверджував, що під час галатської навали, Керавн проявив себе, як «бездарний, недосвідчений, але занадто амбіційний і зухвалий полководець».
Вченими висловлювалися різні версії щодо причин, які підштовхнули Птолемея Керавна до вбивства Селевка. Антикознавець Томас Леншау вважав що причиною став договір між Селевком і Птолемеєм II Філадельфом через який Керавн зрозумів що Селевк не має наміру виконувати свою обіцянку зробити його правителем Єгипту. Карл Юліус Белох обґрунтовував вбивство розчаруванням Керавна діями Селевка і захистом інтересів своєї сестри Лісандри і її дітей. Якщо Селевк проігнорував права Лісандри і її дітей на спадщину Лісімаха, то міг проігнорувати й права Керавна на Єгипет після його завоювання. Карл Фрідріх Леманн-Гаупт вважав можливість війни з Єгиптом малоймовірною і що Керавн сам розраховував стати правителем Македонії, але його плани були зруйновані після того, як Селевк проголосив себе «басилевсом македонян». На плани стати правителем Македонії вказує і те, що після вбивства Селевка Керавн став басилевсом, а не регентом при племіннику. Історик Гайнц Гайнен вказував, що Лісандру і її дітей могли вбити розлючені солдати Селевка.

### Коментар
1. ↑  Наприклад шуліки були посмертними катами гіганта Тітія, який намагався зґвалтувати Лето, матір Аполлона.